# Enterprise Rent-A-Car
Enterprise Rent-A-Car es una empresa internacional con sede en Clayton, Missouri, creada en 1957 por Jack C. Taylor, especializada en el alquiler de automóviles.
Enterprise es la marca principal de Enterprise Holdings, también propietaria de otras agencias, como Alamo Rent a Car y National Car Rental. Históricamente, la compañía se ha centrado en alquileres locales, pero en los últimos años se ha expandido a alquileres en aeropuertos, especialmente después de la adquisición de Alamo y National por parte de su empresa matriz en 2007, y a la gestión de flotas comerciales, la venta de automóviles usados y las operaciones de alquiler de camiones comerciales. 
Enterprise Rent-A-Car es la mayor compañía de alquiler de automóviles de los Estados Unidos. Además, está presente en más de 85 países. 
Su entrada en Europa se produjo en 1994.
Enterprise también alquila furgonetas comerciales de carga, camionetas y furgones bajo la marca Enterprise Truck Rental, y automóviles usados a través de Enterprise Car Sales.